# Pontificia commissione referente di studio e di indirizzo sull'organizzazione della struttura economico-amministrativa
La pontificia commissione referente di studio e di indirizzo sull'organizzazione della struttura economico-amministrativa (acronimo: COSEA) venne istituita con chirografo del 18 luglio 2013, al fine di raccogliere informazioni per papa Francesco, in cooperazione con il Consiglio dei cardinali per lo studio dei problemi organizzativi ed economici della Santa Sede, con lo scopo di preparare le riforme delle istituzioni curiali, finalizzate "ad una semplificazione e razionalizzazione degli Organismi esistenti e ad una più attenta programmazione delle attività economiche di tutte le amministrazioni vaticane".

## Composizione
I membri della Pontificia Commissione dovevano essere laici, esperti di "materie giuridiche, economiche, finanziarie e organizzative", consulenti o revisori di istituzioni economiche vaticane od ecclesiastiche. Unico ecclesiastico era il Segretario. Gli otto membri scelti furono:
- Dott. Joseph F.X. Zahra[5] (Malta), Presidente
- Mons. Lucio Ángel Vallejo Balda[6] (Spagna), Segretario
- Sig. Jean-Baptiste de Franssu[7] (Francia)
- Dott. Enrique Llano Cueto[8] (Spagna)
- Dott. Jochen Messemer[5] (Germania)
- Sig.ra Francesca Immacolata Chaouqui (Italia)
- Sig. Jean Videlain-Sevestre (Francia)
- Sig. George Yeo[9] (Singapore)

La Commissione iniziò i suoi lavori dopo il ritorno di Papa Francesco dal Brasile; successivamente venne sciolta, dopo il compimento del suo mandato, il 22 maggio 2014.
I risultati del lavoro della COSEA hanno contestualmente portato, fra l'altro, all'istituzione dei nuovi dicasteri della Segreteria per l’Economia e il Consiglio per l’Economia con il motu proprio Fedelis Dispensator et Prudens e della Segreteria per la Comunicazione col motu proprio L’attuale contesto comunicativo, oltre al proseguimento della complessa riforma dello IOR, già avviata dal CRIOR (la cd. «fase due»), al Nuovo quadro economico nella Santa Sede, annunciato dal cardinale Prefetto della Segreteria per l'Economia George Pell, alla riforma della Costituzione Pastorale Pastor Bonus, alla realizzazione di una due diligence dell'Ospedale Pediatrico Bambino Gesù e della Fondazione Casa Sollievo della Sofferenza.

## L'inchiestaVatileaks
Dall'inchiesta giudiziaria Vatileaks 2 è scaturito un processo giudiziario sulla diffusione di documenti riservati della Santa Sede - reato previsto dalla legge n. IX dello Stato della Città del Vaticano (13 luglio 2013), art. 10 (art. 116 bis c.p.) -, nel quadro di indagini di polizia giudiziaria svolte dalla Gendarmeria vaticana, divulgate il 2 novembre 2015.
Sono stati cinque i rinvii a giudizio al termine dell'indagine: due componenti della Commissione referente di studio e indirizzo sull'organizzazione delle strutture economico-amministrative della Santa Sede (Cosea), Francesca Immacolata Chaouqui e monsignor Lucio Ángel Vallejo Balda, i giornalisti Gianluigi Nuzzi ed Emiliano Fittipaldi, autori rispettivamente dei libri Via Crucis e Avarizia, da cui è nata l'inchiesta, e il Segretario Esecutivo della COSEA, Nicola Maio, poi risultato completamente estraneo alla vicenda.
La prima udienza dell'avvio del procedimento risale al 24 novembre 2015. Il 7 luglio 2016 il processo si è concluso con l'assoluzione di Nicola Maio con formula piena, il proscioglimento dei giornalisti Gianluigi Nuzzi ed Emiliano Fittipaldi, le condanne per monsignor Lucio Ángel Vallejo Balda e per Francesca Immacolata Chaouqui rispettivamente a 18 e 10 mesi di reclusione, con pena sospesa per la Chaouqui.